# مازویی
مازویی، سایهٔ کم‌رنگی از قهوه‌ای است. این نام از تانوم (پوست درخت بلوط) گرفته شده‌است که در دباغی چرم به کار می‌رود.
نخستین استفاده ثبت‌شده از مازویی به عنوان یک رنگ نام در زبان انگلیسی در سال ۱۵۹۰ بود.

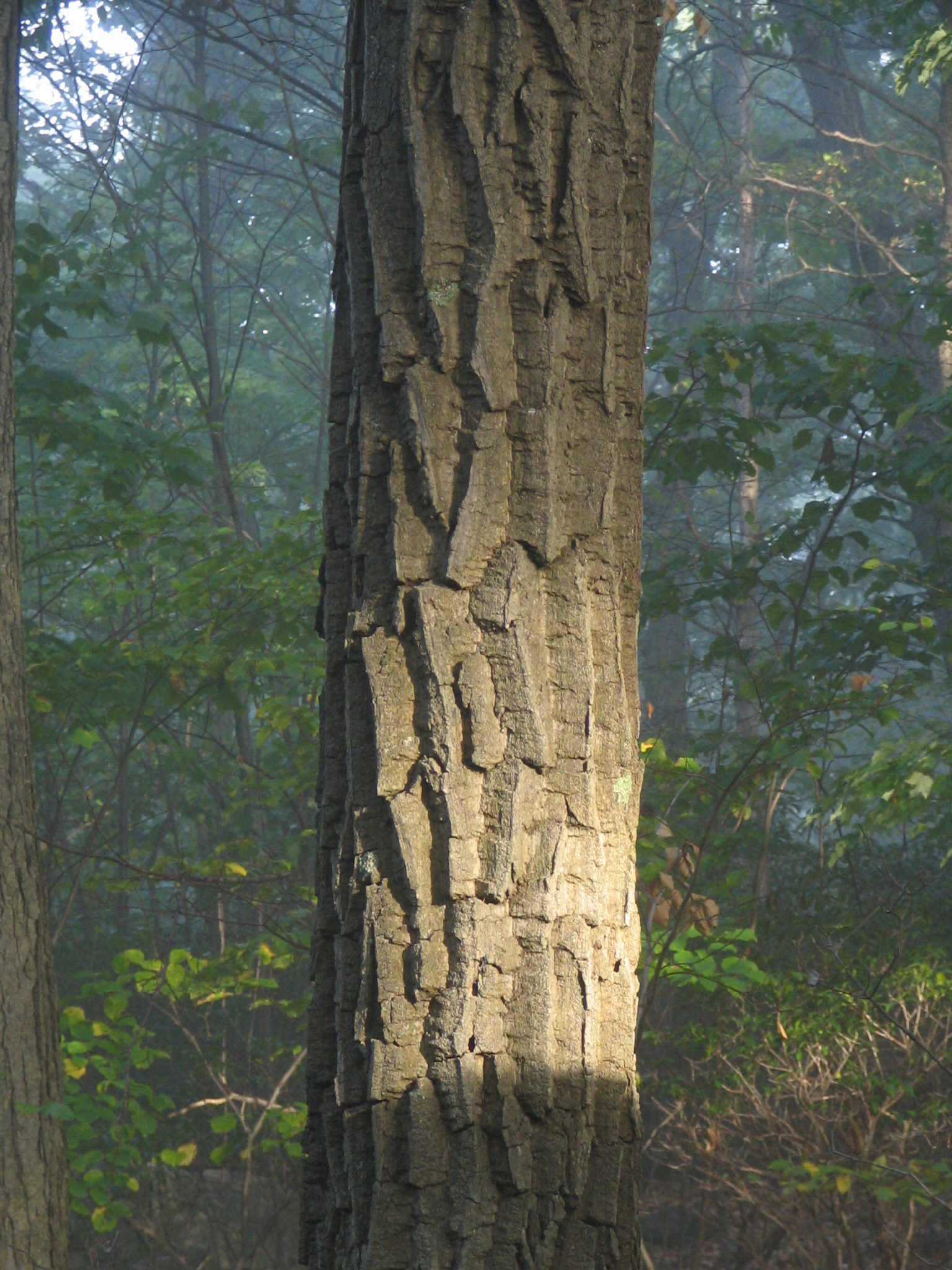
پوست شاه‌بلوط که قبلاً در دباغی استفاده می‌شد.

رنگ‌هایی که شبیه هستند یا ممکن است مترادف با مازویی در نظر گرفته شوند عبارتند از: گندمگون، قهوه‌ای-نارنجی و زردکم‌رنگ.

## جستارهای بیشتر
- فهرست‌های رنگ‌ها
- نخودی، رنگ مشابه
- خاکی، رنگ مشابه دیگر